# Dicyphus agilis
Dicyphus agilis är en insektsart som först beskrevs av Philip Reese Uhler 1877.  Dicyphus agilis ingår i släktet Dicyphus och familjen ängsskinnbaggar. Inga underarter finns listade i Catalogue of Life.